# Šajdíkove Humence
Šajdíkove Humence é um município da Eslováquia, situado no distrito de Senica, na região de Trnava. Tem 15,524 km² de área e sua população em 2019 foi estimada em 1112 habitantes.

## Demografia
| Ano:        | 1994 | 2004   | 2014   | 2024   |
| ----------- | ---- | ------ | ------ | ------ |
| Broj ljudi: | 1060 | 1115   | 1113   | 1089   |
| Razlika:    |      | +5,18% | -0,17% | -2,15% |

| Ano:               | 2023 | 2024   |
| ------------------ | ---- | ------ |
| Número de pessoas: | 1095 | 1089   |
| Diferença:         |      | -0,54% |